# كلاي هينسلي
كلاي هينسلي (بالإنجليزية: Clay Hensley)‏ هو لاعب كرة قاعدة أمريكي، ولد في 31 أغسطس 1979 في تومبول في الولايات المتحدة.

## وصلات خارجية
- كلاي هينسلي على موقع دوري كرة القاعدة الرئيسي (الإنجليزية)
- كلاي هينسلي على موقعبيزبول رفرنس.كوم (الدوري الرئيسي) (الإنجليزية)
- كلاي هينسلي على موقعبيزبول رفرنس.كوم (الدوري الثانوي) (الإنجليزية)
- كلاي هينسلي على موقع إي إس بي إن.كوم (أم.أل.بي) (الإنجليزية)
- كلاي هينسلي على موقع مشجعي الرسوم البيانية (الإنجليزية)